# Atacames (canton)
Atacames est un canton d'Équateur situé dans la province d'Esmeraldas.